# Histoire de la production de l'uranium

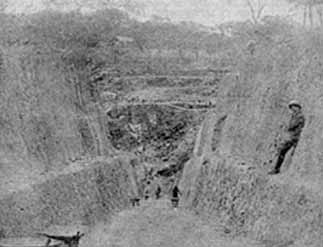
Mine de Shinkolobwe (1925). L'uranium pour le projet Manhattan et la bombe atomique lancée sur Hiroshima provenait de cette mine.

L’histoire de la production de l'uranium dans le monde a connu une très forte croissance après la course à la bombe (Seconde Guerre mondiale). Plus abondant que l'argent ou l'or, environ deux fois et demi plus dense que le fer, ce métal gris argenté naturellement radioactif se trouve un peu partout dans l'eau de mer (trois milligrammes par mètre cube) et dans l'écorce terrestre (3 grammes par tonne). Le minerai peut exceptionnellement atteindre des teneurs beaucoup plus élevées permettant l'extraction de l'uranium.
Par des méthodes chimiques, les industriels transforment le minerai d'uranium en « yellowcake » qui contient environ 750 kg d’uranium par tonne. Sa production mondiale a atteint près de 58 400 tonnes en 2012. Le yellow cake, une fois raffiné et souvent aussi enrichi, devient la principale matière première utilisée pour alimenter les centrales électronucléaires, propulser des sous-marins nucléaires, fabriquer des armes atomiques mais aussi synthétiser des radioisotopes pour l’imagerie médicale, la radiothérapie et l’industrie. Dans le monde, l’uranium enrichi était utilisé dans 433 réacteurs électronucléaires au 18 avril 2014.

## XVIIIesiècle
L'uranium fut mis en évidence en 1789, sur le plan scientifique, par le chimiste prussien Martin Heinrich Klaproth à partir de l'analyse d'un morceau de roche qu'on lui avait apporté de la mine d'or de Saint Joachimsthal, dans l'actuelle Tchéquie. Cette roche était de la pechblende, un minerai d'uranium qui contient principalement de l'U3O8.
Klaproth parvint en la chauffant à en extraire un corps gris métallique. Dans sa communication du 24 septembre 1789 à l'Académie royale prussienne des sciences et intitulée « Ueber den Uranit, ein neues Halbmetall », il proposa le nom d'« urane » ou « uranite » au composé qu'il venait d'identifier (un oxyde d'uranium et non le corps pur), en référence à la découverte de la planète Uranus faite par William Herschel en 1781. Cet oxyde est rebaptisé uranium en 1790. La demande croit modestement car on découvre la première propriété de ses composés : donner une fine fluorescence aux verres et aux vases une couleur jaune verdâtre aux émaux. Il peut donner une teinte allant de l’orange au rouge vif, ce qui permet de l'appliquer sur des articles aussi variés que la vaisselle et les ornements architecturaux.
La pechblende est alors extraite de la mine de Saint Joachimsthal et de mines d'étain en Cornouailles, ainsi que par des uranates alcalins utilisés (diuranate d'ammonium et de sodium) par les verriers de Bohême et les céramistes saxons.

## XIXesiècle
En dehors de sa valeur pour les chimistes, l’uranium est principalement utilisé tout au long du XIXe siècle pour colorer le verre et la céramique.

### Années 1840
En 1841, l'uranium entra dans la nomenclature de la chimie. Eugène-Melchior Péligot l'isole à l'état de pureté en réduisant le tétrachlorure d'uranium (UCl4) par le potassium, et établit que l'urane était composé de deux atomes d'oxygène et d'un métal, en estimant la masse volumique de l'uranium à 19 g/cm3.

### Années 1890

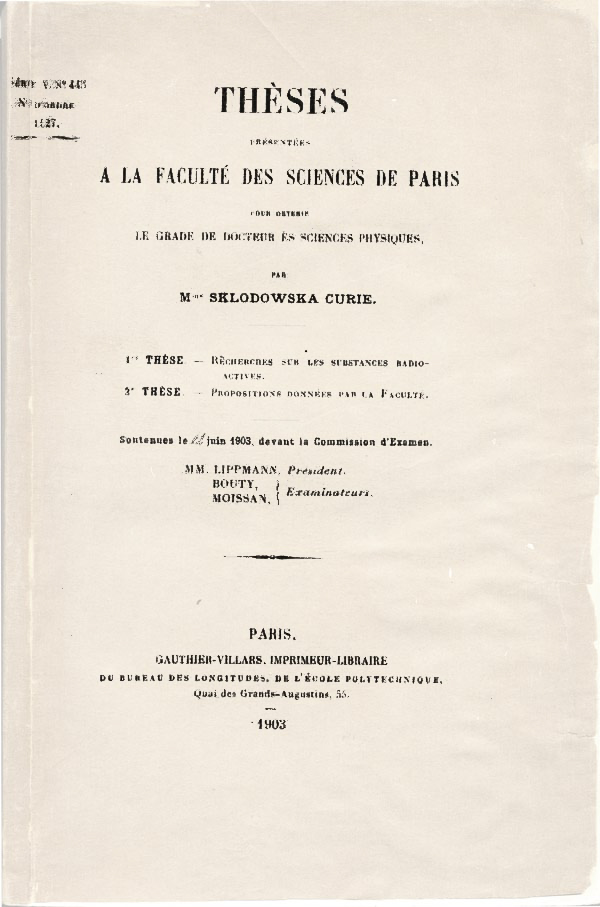
Thèse de doctorat de Marie Curie.

La découverte des rayons X par Wilhelm Röntgen en 1895 éveille un grand intérêt dans la communauté scientifique. Le 28 février 1896, Le Français Henri Becquerel découvre la radioactivité de l’uranium grâce à des plaques photographiques placées à côté de sels d'uranium, extraits d'un lot de pechblende venus de la mine Saint Joachimsthal. Ces plaques photographiques sont impressionnées sans avoir été exposées à la lumière ! Leur noircissement par les rayonnements émis par les sels révèle un phénomène inconnu : la radioactivité naturelle.
Marie Curie, qui cherche alors un sujet de thèse de doctorat, choisit de se consacrer à l'étude de ces rayonnements et commence en 1897 ses travaux de thèse sur l'étude des rayonnements produits par l'uranium, à ce moment-là encore appelés rayons uraniques car on les croit spécifiques à cet élément.
Grâce à un financement inespéré, elle importe de Joachimsthal quelques tonnes de pechblende. Le raffinage du minerai, procédé dangereux exigeant la plus grande précision, est réalisé dans un hangar à côté de son atelier. Ses résultats sont présentés le 12 avril 1898 par Gabriel Lippmann à l'Académie des sciences et elle obtient en 1898 le prix Gegner, créé en 1871, d'un revenu annuel de 4 000 francs, « destiné à soutenir un savant pauvre qui se sera signalé par des travaux sérieux ». Le 10 décembre 1903, elle reçoit la Médaille Davy et avec son mari et Henri Becquerel, le prix Nobel de physique. Elle a bénéficie de la générosité du baron autrichien Henri de Rothschild qui lui a livré dix tonnes de minerai d'uranium venant de Bohême. Cette source ayant été ensuite réservée pour l'Autriche, Marie Curie a dû compter sur l'industriel français Armet de Lisle.

## XXesiècle

### Années 1900
Pierre et Marie Curie ayant isolé le polonium et le radium, la demande de radium est en pleine croissance et entraîne une rapide expansion de l’extraction du minerai d’uranium au début des années 1900. Considéré comme un remède miracle contre le cancer, le radium se vend à des prix exorbitants, jusqu’à 75 000 dollars l’once, avant que le marché ne s’effondre à la fin des années 1930. Entre-temps, de nouveaux gisements sont découverts dans l’actuelle République démocratique du Congo, au Canada, aux États-Unis, en Australie, et au Portugal.

### Années 1910
Au début du XXe siècle, l'uranium est exhaustivement étudié par les métallurgistes, qui espèrent trouver d'éventuelles propriétés intéressantes à ses alliages. Dans les alliages ferreux, l'uranium augmente la limite d'élasticité et la résistance à la rupture. Dans les aciers rapides, il a été utilisé pour augmenter la ténacité et la résistance dans des niveaux allant de 0,05 % à 5 %[réf. souhaitée]. Les aciers alliés avec de l'uranium ont de bonnes propriétés aux températures cryogéniques ; les alliages de nickel-uranium ne se corrodent pas dans des milieux très acides et oxydants : ils résistent notamment à l'eau régale. Le ferrouranium peut être utilisé en tant que désoxydant (il est plus efficace que le ferrovanadium), pour retirer l'azote de l'acier, pour produire des carbures, et tant qu'élément d'alliage.
Ces alliages ne se sont cependant pas avérés commercialement viables à terme. Quoi qu'il en soit, pendant et après la Première Guerre mondiale, des aciers dopés à l'uranium ont été utilisés comme acier à outils, et d'appréciables quantités de ferrouranium ont été produites entre 1914 et 1916. On peut noter qu'à la fin des années 1950, l'apparition d'importants stocks d'uranium appauvri aux États-Unis relance la recherche sur la production et l'utilisation d'alliages d'acier contenant de l'uranium, mais aucun débouché majeur n'est identifié.

### Années 1920
L’Ontario a été le siège d’une intense activité. Dans les années 1920 et 1930, on a extrait du radium dans la région de Bancroft, qui a connu deux booms de l’uranium entre 1956 et 1964 et entre 1976 et 1982. Les mines Faraday, Bicroft et Madawaska, toutes abandonnées aujourd’hui, ont produit environ 6 700 tonnes d’oxyde d’uranium (U3O8) au moyen de méthodes d’exploitation souterraine.

### Années 1930

#### Les découvertes dans le grand nord canadien
Les industriels ont d'abord eu l’objectif de produire le radium, présent dans le minerai d’uranium, alors considéré comme un remède miracle dans le traitement du cancer.
L’extraction du minerai d’uranium au Canada a débuté en 1931, quand le prospecteur Gilbert Labine a découvert du pechblende près des rives du Grand lac de l'Ours dans le Territoire du Nord-Ouest, permettant l’exploitation d’une mine à Port Radium à partir de 1932, puis la construction d’une usine de raffinage à Port Hope, en Ontario, en 1933, toutes deux exploitées par la société Eldorado Gold Mining Company.

#### La première fission nucléaire
En 1939, la première fission nucléaire confirmée est réalisée en Allemagne par Otto Hahn. Le secret militaire entoure rapidement les travaux des atomistes car on est à la veille de la guerre. Dans le plus grand secret, à l’Université de Chicago, l'équipe du physicien italien Enrico Fermi construit le premier réacteur nucléaire, appelé « pile atomique ».

### Années 1940
Pendant la Seconde Guerre mondiale, le gouvernement canadien a racheté Eldorado et formé une société d’État, rebaptisée « Eldorado nucléaire Limitée », pour reprendre l’exploitation de la mine de Port Radium, qui a ensuite produit de l’uranium jusqu’à sa fermeture en 1960.
En France, l'extraction a démarré juste après la Seconde Guerre mondiale, lors de la création du commissariat à l'Énergie atomique, le 18 octobre 1945, par le général de Gaulle. Il cèdera l’exploitation de ses gisements métropolitains à la COGEMA en 1976.
La prospection minière adopte l'uranium comme objet principal partir des années 1940, avec pour objectif principal de constituer des stocks susceptibles de satisfaire les besoins militaires correspondant la dernière phase du second conflit mondial puis à la période dite de "guerre froide", marquée par la course aux armements.
Le premier patron de l’uranium français est André Savornin, ingénieur des Mines ayant une longue expérience minière en Afrique, nommé à la tête du Service des Recherches et Exploitations Minières du commissariat à l'Énergie atomique. Malgré des moyens de fortune et des budgets minces, il lance très vite des commandos de prospection en France (Lachaux, Saint-Symphorien-de-Marmagne, Grury, le Limousin), à Madagascar, en Côte d’Ivoire et en Afrique Equatoriale Française. Le 2 décembre 1945 est créée, au sein du Muséum d’histoire naturelle, l’Ecole de Prospection du CEA, qui deviendra, en 1955, à La Crouzille, le CIPRA.

### Années 1950
Dans les années 1950, les gisements katangais, au Congo belge, et canadiens répondent pour la plus grande part la demande mondiale. La production uranium s'accroît rapidement pour culminer en 1959 à environ 33 500 tonnes. Dans le même temps l'industrie nucléaire également connue dans un but militaire se met en place, ce qui stimule la demande et les débouchés des mines. Mais bientôt il apparaît que les stocks constitués excèdent les besoins.
La France est alors dans la période du "temps des conquêtes" (1951-1958), selon Antoine Paucard, historien ayant documenté cette aventure. Au 31 août 1952, les effectifs miniers du CEA, en France et outre-mer, sont de 1 155 agents. Du début de l’année à la fin septembre 1952, ce sont 51 tonnes de métal qui ont été livrées à l’usine du Bouchet ; 9 tonnes sont en stock sur les divisions, soit une production totale de 60 tonnes. En juillet 1953, le CEA décide que le traitement chimique des minerais va désormais supplanter la voie physique. La première usine sera construite à Gueugnon, en 1955. La division de Vendée naît le 1er janvier 1954. En février 1954, le CEA découvre l'importante lentille de pechblende massive des Bois-Noirs, près de Saint-Priest-la-Prugne, dans les Monts du Forez. Le 7 janvier 1956, le premier réacteur nucléaire français au graphite est mis en service à Marcoule. Il utilise l’uranium naturel. Son arrivée déclenche une vigoureuse reprise des recherches outre-mer : le CEA freine, puis on arrête le Maroc, mais va dans le Sahara : Adrar des Ifoghas, Aïr, Hoggar, Tibesti. Il va aussi en Oubangui-Chari et au Cameroun, en utilisant la prospection aérienne. Boko Songo, au Congo, un échec cuisant, est cependant arrêté. Fin décembre 1956, le CEA découvre "l’indice de Mounana", au Gabon, qui donnera une "magnifique truffe" de 5 000 tonnes d’uranium. La Compagnie des Mines d’Uranium de Franceville est fondée en février 1958.
Madagascar a été largement prospecté par le CEA entre 1945 et 1968, période pendant laquelle plusieurs aspects de l’exploitation du béryl et de divers minéraux d’uranium et de thorium seront successivement abordés : prospection, exploitation, traitement mécanique. Malgré une production cumulée de 1 000 tonnes d’uranium et de 3 200 tonnes de thorium, les résultats ne seront pas suffisants pour atteindre l’échelle industrielle (m).

### Années 1960
Elliot Lake, en Ontario, s’est retrouvée en plein essor à la fin des années 1950, grâce à la découverte d’uranium, au point d'être considérée comme la « capitale mondiale de l’uranium ». Denison Mining a trouvé de l’uranium lors d’un forage d’exploration en 1954 et la première mine était en production à peine trois ans plus tard. Deux grandes sociétés, Denison Mines Ltd. et Rio Algom Ltée, y exploitaient 12 mines (Quirke, Panel, Spanish American, Nordic, Lacnor, Milliken, Buckles, Stanleigh, Pronto, Dension, Stanrock et Can-Met) et leurs usines de traitement connexes. Le minerai, d'une teneur en oxyde d’uranium d’environ 0,1 à 0,2 %, est extrait à une profondeur de 170 à 950 mètres.
Dans les années 1960, la demande uranium et notamment la demande en provenance des États-Unis, fléchit. Plusieurs mines doivent fermer. Les autres sont sous-utilisées. Un mouvement de récession installe et la production diminue.
La prospection uranifère a connu un déclin et le gouvernement canadien a adopté en 1965 une politique autorisant la vente d’uranium uniquement à des fins pacifiques. Pour soutenir l’industrie et l'aider à faire face à la baisse de la demande, il a mené jusqu’en 1974 un programme de stockage de l’uranium en grandes quantités, ce qui a permis plus tard à l’industrie de retrouver le chemin de la croissance grâce à la demande pour des réacteurs nucléaires de puissance.

### Années 1970
Le Premier choc pétrolier, d'octobre 1973, est à l'origine d'un retour en force du nucléaire. En 1973, le coût du kWh origine nucléaire était jugé peu près équivalent celui du kWh-fuel, mais en 1975 les calculs effectués sur la base définie par la Commission consultative pour la production énergie nucléo-électrique donnent un net avantage au nucléaire. Le rapport entre les deux coûts est alors estimé 1/18.
En 1973, la France consacre 35 % de ensemble de ses dépenses de recherches minières à l'uranium. Les gisements français les plus riches comptent 1 à 5 kilogrammes d'uranium par tonne de minerai. Ces mines ont été ouvertes et exploitées à partir de 1976 par la filiale du CEA, la COGEMA, avec quelques sociétés privées. Les mineurs ont fait face des conditions d'exploitation difficiles, dans des mines souterraines, et à une opposition locale parfois très forte.
Au cours de cette période, l'uranium se situe, par les chiffres affaires, aux premiers rangs des activités minières mondiales, grâce à des prix de vente élevés, car la plupart des auteurs s'accordent pour prévoir une pénurie, au moins momentanée, du minerai d'uranium dans la première partie des années 1980. Cependant, l'absence quasi totale de renseignements statistiques concernant l'Union soviétique, l'Europe orientale et la Chine empêche de dresser un tableau mondial exhaustif.

### Années 1980
Un maximum de production est atteint dans les années 1980 puis cette industrie décline jusqu'à la fermeture de la mine de Jouac, en Haute-Vienne en 2001 alors que l'extraction est délocalisée, notamment à Arlit au Niger.
Le principal gisement connu, et encore non exploité sur le territoire national, correspond au gite de Coutras, en Aquitaine, où la COGEMA a mis en évidence un potentiel de 20 000 tonnes, (soit 0,5 % du total mondial), mais avec peu de sites suffisamment rentables.
On a compté en France un total de 210 sites d'exploration ou extraction, répartis sur 25 départements, parmi lesquels une vingtaine ont produit plus de 1 000 t d'uranium, ainsi que des sites de traitement de minerais (dont 8 avec usines), 15 sites et de stockage de résidus de traitement. Tous sont répertoriés dans la base Mimausa de l'IRSN.
Ces sites ont fourni 52 millions de tonnes de minerais dont 76 000 tonnes d’uranium et ont laissé environ 166 millions de tonnes de stériles radioactifs et 51 millions de tonnes de résidus de traitement.

### Années 1990

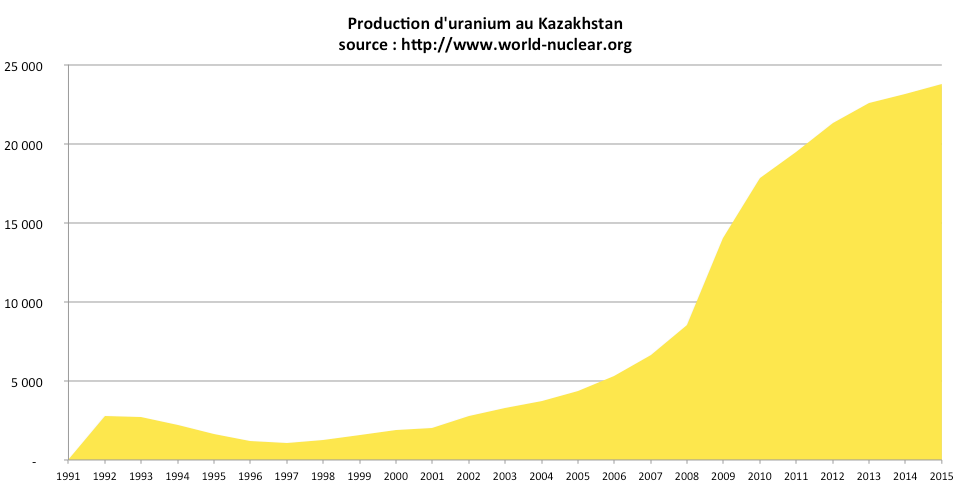
Production d'uranium au Kazakhstan depuis 1991

En 1990, la technique de lixiviation in situ a remplacé les mines à ciel ouvert et souterraines pour produire l'uranium au sud du Kazakhstan. La production baisse de 800 tonnes d'uranium pour l'année 1991 jusqu'à moins de 600 tonnes par an. Certaines sources l'expliquent par la baisse des prix de l'uranium et des politiques américaines anti-dumping. D'autres sources évoquent la baisse de la qualité du minerai dans les mines souterraines, le coût du transport du minerai jusqu'à l'usine de Stepnogorsk et le manque d'investissement financier.
Au Canada, les zones de production se déplacent vers le sud. Face à la forte concurrence des gisements de la Saskatchewan à plus forte teneur en minerai et à leurs coûts de production moins élevés, les mines de l’Ontario ont été désaffectées au cours de la première moitié de la décennie des années 1990. En 1996, c'est la fermeture de la mine Stanleigh, et la province du Saskatchewan devient la seule à produire de l’uranium au Canada. Elliot Lake a fini par subir le sort de toutes les villes minières, après avoir été capitale mondiale de l’uranium pendant trois décennies.

## XXIesiècle

### Années 2000
| \| Tortkuduk Inkai South Inkai Akdala Mynkuduk Budenovskoye Akbastau Muyunkum Kharasan Zarechnoye Kanzhugan Irkol Karamurun Chimkent Shieli Cholakkorgan Suzak Turkestan Arys Kentaou Chardara Saryaghach Sayram \| Mines d'uranium au Kazakhstan-Méridional |
| Tortkuduk Inkai South Inkai Akdala Mynkuduk Budenovskoye Akbastau Muyunkum Kharasan Zarechnoye Kanzhugan Irkol Karamurun Chimkent Shieli Cholakkorgan Suzak Turkestan Arys Kentaou Chardara Saryaghach Sayram                                                |

L'exploitation de l'uranium au Kazakhstan a connu une très forte croissance au cours des années 2000, le pays posséderait 15 % des réserves mondiales, mais s'est heurté à des résistances locales. À partir de 2001, de nouveaux forages par lixiviation in situ dans les steppes de l'Oblys de Kyzylorda et du Kazakhstan-Méridional augmentent progressivement la production nationale d'uranium. À la suite d'une visite du financier canadien Frank Giustra avec Bill Clinton auprès du président Nazerbaïev en 2005, la société canadienne UrAsia obtient une participation dans trois mines d’uranium : Akdala, South Inkai et Kharasan Nord. L'Exploitation de l'uranium au Kazakhstan va ensuite dépasser celle du Canada en 2011.
En 2008, autour de la mine de Karamurun, des habitants s'opposent à l'exploitant Kazatomprom. Un propriétaire dénommé Elibay Dzhikibaev ne donne pas son accord pour des forages, et la population locale le prend en exemple. En 2008 aussi, l'exploitant franco-kazakhe Katco refuse de payer une amende de 40 millions de Tenges (soit 200 000 euros) pour avoir violé les lois environnementales à la mine d'uranium de Muyunkum. En novembre 2011, sur le même site de Muyunkum se produit une fuite de 240 mètres cubes d'acide sulfurique.

### Années 2010
En 2012, les principaux pays producteurs sont :
- le Kazakhstan (36,5 % de la production mondiale ;
- le Canada (15,4 % de la production mondiale ;
- l'Australie (12 % de la production mondiale.

Suivent le Niger, la Namibie, la Russie et l'Ouzbékistan. Il y a eu en France plus de 200 sites d'extraction et de traitement de minerai d'uranium qui ont été progressivement fermés. L'essentiel de l'uranium français provient historiquement des mines d'Arlit au Niger.
Au 18 avril 2014, 72 réacteurs nucléaires sont en construction dans le monde, dont 28 en Chine, 10 en Russie, 6 en Inde et 5 en Corée (1 en France et 5 aux États-Unis).
Lorsque les stocks prouvés d'uranium à très haute teneur sont insuffisants pour faire face à la demande, les cours de l'uranium sont en hausse. Cette situation a donné un regain d'intérêt à la prospection minière tandis que d'anciens gisements sont rouverts. Simultanément l’effort de développement des réacteurs de 4e génération s’intensifie dans le monde, en particulier en Chine et en Inde.
L'exploitation de l'uranium au Kazakhstan a continué à croître pendant quelques années après l'accident nucléaire de Fukushima au Japon. En 2015, le Kazakhstan produit environ 23 800 tonnes soit 39 % de l'uranium mondial. Il y a alors 17 mines d'uranium dans le pays. En 2017, la production décline en raison notamment du prix de l'uranium qui décline inexorablement depuis la catastrophe de Fukushima.

## Grands groupes industriels cités
- Areva
- Comilog
- Eramet

## Les grandes périodes de l'économie mondiale
- La très forte croissance mondiale des années 1830 interrompue par la Panique de 1837.
- La très forte croissance mondiale des années 1850, interrompue par le Krach de 1857.
- La longue dépression 1873 à 1896 dans le sillage de la Crise bancaire de mai 1873.
- La forte croissance mondiale des années 1900, interrompue par la Première Guerre mondiale.
- La très forte croissance mondiale des années 1920, interrompue par le Krach de 1929.
- Grande dépression des années 1930 dans le sillage du Krach de 1929.
- La forte croissance mondiale des années 1945 à 1974, interrompue par la Premier choc pétrolier.